# Гаврилюк, Николай Григорьевич
Николай Григорьевич Гаврилюк (12 марта 1922 — 12 октября 1983, Кунду, Аксу (Анталья), Турция) — советский футболист, полузащитник. Тренер.
Воспитанник буковинского футбола. С 1944 года — в составе «Динамо» Киев, в следующем году в чемпионате сыграл пять игр, забил один мяч. С 1946 года — в «Спартаке» Черновцы. В 1947 вернулся в «Динамо», в 1948—1951 годах в чемпионате провёл 72 игры, забил три гола. В 1952—1955 годах играл в команде КФК «Динамо» Черновцы.
Старший тренер команд КФК «Шахтёр» Нововолынск (1958, 1961) и «Цементник» Семипалатинск (1963). В 1960 году — тренер и старший тренер луцкой «Волыни».